# 科布雷 (新墨西哥州)
科布雷（英語：Cobre）是位於美國新墨西哥州格蘭特縣的普查規定居民點。

## 人口
根據2020年美國人口普查的數據，科布雷的面積為0.17平方千米，皆為陸地。當地共有人口17人，而人口密度為每平方千米100人。